# José Gutiérrez Salgado
José Cipriano Gutiérrez Salgado (Chillán, 15 de septiembre de 1926-Temuco, 24 de abril de 2001), fue un jinete de rodeo chileno. Junto a Ernesto Santos fue el primer jinete en ganar el Campeonato Nacional de Rodeo en el año 1949.
Nació en Chillán en 1926, hijo de Manuel Antonio Gutiérrez y Jovita Salgado. Once años más tarde, víctima del terremoto de Chillán falleció su padre y un año más tarde murió su madre, quedando al cuidado de su hermano Jorge, quien le enseñó a correr la vaca.
En 1941 corrió su primer rodeo oficial en Valdivia junto a Armando Rojas, ganándose el Champion para la Hacienda Lipigüe. Posteriormente se retiró del colegio y lo contrató don José Arana Casale. Corrieron juntos y salieron segundos en Valdivia, con "Parka" y "Pihuelo". Más tarde corrió para la Hacienda Ñuble Rupanco hasta que se empleó con Jorge Stolzenbach, con quien corrió en los rodeos del sur hasta Coyhaique. 
Después de sus buenas campañas la señora Praxedes Inostroza lo contrató para administrar el fundo Santa Elena de Freire. Se habían encontrado en un rodeo en Lanco, lo vio correr y después del Champion le pidió que se vaya a administrar el fundo Santa Elena y que le enseñe a correr a su hijo Abelino Mora, posteriormente tres veces campeón de Chile.
En 1949 la señora Praxedes le pidió que acompañe a su hijo a correr a Rancagua donde se realizaría el Primer Champion de los Champions de Chile. Pepe Gutiérrez montó el "Busca Boches" y el joven Abelino la yegua "Comadre". El domingo al mediodía lograron premiar.
En medio de los abrazos aceptó correr junto a su amigo Ernesto Santos. Le dijeron que correrían el "Bototo" y la "Chunga", que venían acollerados desde el sur y que ya estaban inscritos. Cuando estaba todo listo Julio Santos se negó a facilitar la "Chunga", ya que esta, junto al "Bototo", había ganado rodeos en el sur, por lo tanto, podrían participar al día siguiente en el Champion de los Champions de Chile. Pero Ernesto Santos quería correr, entonces le pasa a su amigo Pepe Gutiérrez la yegua "Vanidosa" y, antes de entrar al apiñadero, le avisan al secretario del jurado el cambio de la collera, reemplazando la "Chunga" por la "Vanidosa", pero este en el apuro no toma nota, y como en ese entonces solamente se nombraba al dueño del criadero o del corral (o en el mejor de los casos a los jinetes), nadie se percató del error registrado en la planilla.
Es así como disputaron las series de clasificación y el Champion en "Vanidosa" y "Bototo", pero quedó registrado como que ganaron en "Chunga" y "Bototo". Incluso hasta en la actualidad muchas veces sale que José Gutiérrez ganó montando a "Chunga".
El Campeonato Nacional de Rodeo de 1949 lo ganó junto a Ernesto Santos con 15 puntos buenos, pasando a la historia del rodeo chileno, al ser los primeros campeones.

## Campeonatos nacionales
| Año  | Collera        | Caballos              | Puntaje | Asociación |
| ---- | -------------- | --------------------- | ------- | ---------- |
| 1949 | Ernesto Santos | "Vanidosa" y "Bototo" | 15      | Temuco     |